# Bildarchiv Foto Marburg

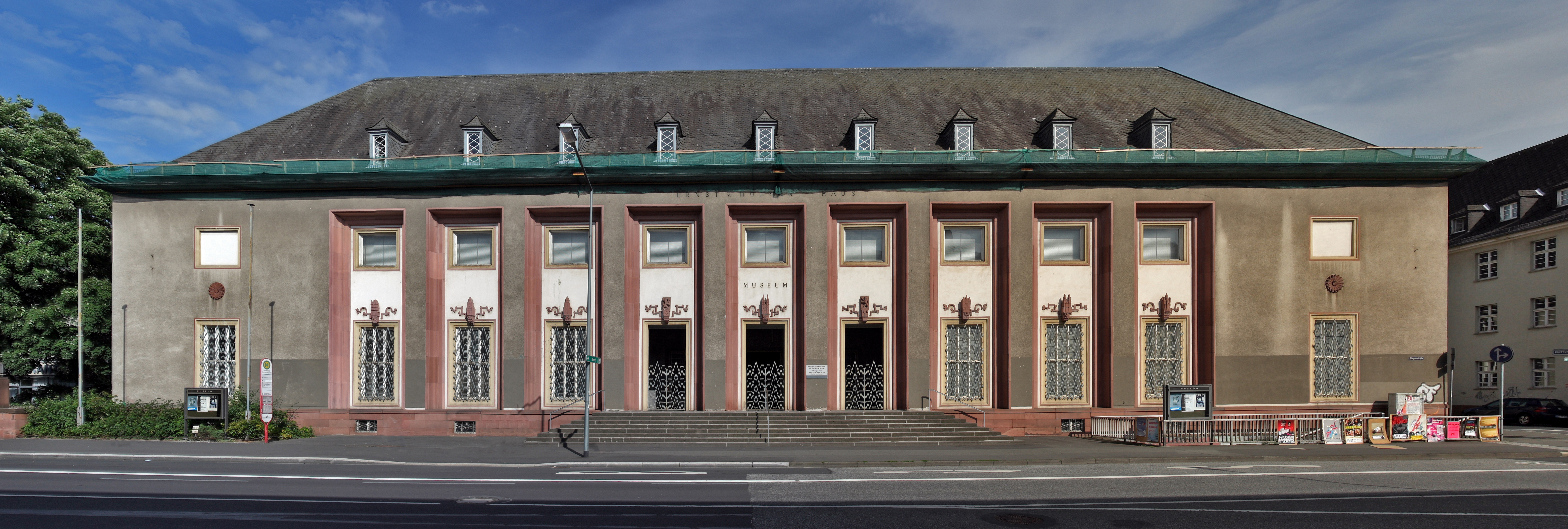
Früherer Sitz des Bildarchives im Kunstgebäude der Philipps-Universität Marburg (vormals Ernst-von-Hülsen-Haus) (2008)

Das Deutsche Dokumentationszentrum für Kunstgeschichte – Bildarchiv Foto Marburg ist mit rund 2,6 Millionen fotografischen Originalaufnahmen weltweit eines der größten Bildarchive zur europäischen Kunst und Architektur. Das Bildarchiv und Forschungsinstitut gehört heute zur Philipps-Universität Marburg.

## Aufgaben
Das Bildarchiv Foto Marburg erfüllt in seinem Kernbereich überregionale Aufgaben, indem es Werke der europäischen Kunst und Architektur dokumentiert, insbesondere solche, die im Laufe der Zeit verändert oder vernichtet worden bzw. in ihrem Erhalt bedroht sind. Mit seinen Dienstleistungen und Produkten gewährleistet das Bildarchiv die kulturelle Überlieferung der Objekte, die aufgrund ihres hohen Denkmalwerts unveräußerliche Bestandteile des Kulturerbes sind.
Neben der Aufarbeitung seiner eigenen Sammlungsbestände und aktueller Neuaufnahmen aus Fotokampagnen arbeitet Foto Marburg an der wissenschaftlichen Dokumentation der abendländischen Kunst und Architektur sowie ihrer Publikation auf Mikrofiche und im Internet. Durch den Aufbau kooperativer Strukturen unterstützt Foto Marburg die Dokumentationsarbeit an den Museen, Archiven, Denkmalämtern, Universitäten und Bibliotheken.
In der vom Bildarchiv Foto Marburg betriebenen Verbunddatenbank Bildindex der Kunst und Architektur können insbesondere für Forschung und Lehre rund 3 Millionen Fotografien von rund 1,8 Millionen Kunst- und Bauwerken in Deutschland und Europa im Internet frei und kostenlos recherchiert werden. Neben den eigenen Beständen sind rund 1,7 Millionen Fotografien aus rund 50 Partnerinstitutionen online greifbar. Davon wurden 1,4 Millionen Fotografien aus 15 verschiedenen Institutionen zwischen 1977 und 2008 vom Bildarchiv Foto Marburg als „Marburger Index – Inventar der Kunst in Deutschland“ auf Mikrofiche veröffentlicht. Digitale Reproduktionen dieser Mikrofiche-Aufnahmen und weiterer 300.000 Bilder der Mikrofichepublikationen zur Kunst und Architektur in Ägypten, Armenien, Belgien, den Niederlanden, Frankreich, Griechenland, Italien, Österreich, Portugal, Spanien und der Schweiz bilden heute die Grundlage der Bilddatenbank Bildindex.
Zu den weiteren Aufgaben im Bereich der kulturwissenschaftlichen Dokumentation gehört die Trägerschaft und der technische Betrieb des deutschen Handschriftenforums Manuscripta Mediaevalia, des Graphikportals sowie die Vorbereitung einer digitalen, datenbankgestützten Ausgabe des Handbuchs der Deutschen Kunstdenkmäler (Dehio).
Die Forschung mit eigener Professur gehört zu den weiteren Schwerpunkten des Instituts. Die Wissenschaftler widmen sich einzelnen Beständen des Bildarchivs und erforschen die Geschichte, Praxis und Theorie der Überlieferung von visuellem Kulturgut. In Publikationen und Projekten wie Ausstellungen oder Tagungen präsentiert das Bildarchiv Ergebnisse und fördert den wissenschaftlichen Austausch.

## Bestände
Der reiche Sammlungsbestand des Bildarchivs Foto Marburg umfasst Fotografien von den 1870er Jahren bis heute. Rund 2,6 Millionen Originalaufnahmen werden als Glasplattennegative, Planfilme jeden Formats, als Kleinbildnegative, Dias sowie als digitale Bilddateien bevorratet. Die Bestände sind im Bildindex der Kunst und Architektur öffentlich zugänglich (siehe Weblinks).
Im Zentrum der Sammlungstätigkeit stehen Kunst und Architektur in Deutschland. Daneben liegen die Sammlungsschwerpunkte im Bereich der klassischen Kunstlandschaften Frankreich, Italien, Spanien, Griechenland und Ägypten. Zahlreiche Sonderbestände bereichern die Sammlung um wertvolle Dokumente, z. B. zum Baltikum oder zu Ländern wie Georgien oder Armenien, mit ihren oft vom Verfall oder von Zerstörung bedrohten Bauwerken. Ein besonderer Sammelschwerpunkt betrifft Fotografien zu Werken der Kunst und Architektur in den Ländern Osteuropas, darunter etwa die Ukraine und die Republik Moldau.
Seit der Gründung erweitert Foto Marburg kontinuierlich seine Bestände. Durch die Übernahme von Archiven und Sammlungen namhafter Fotografen kommen immer wieder neue historische Fotografien in den Bestand. In den 1970er Jahren konnte z. B. das umfangreiche Franz-Stoedtner-Archiv oder Aufnahmen des Fotografen Walter Hege übernommen werden.
Aufnahmen insbesondere von schwer zugänglichem und stark gefährdetem Kulturgut werden regelmäßig durch gezielte Fotokampagnen im In- und Ausland von beauftragten oder hauseigenen Fotografen für das Bildarchiv angefertigt, etwa zu Baudenkmälern in allen deutschen Bundesländern, zu Privatpalästen des 18. Jahrhunderts in Venedig oder zu den im russischen Angriffskrieg seit Februar 2022 stark gefährdeten Bauwerken in der Ukraine.

## Geschichte
1913 gründete der als Ordinarius für Kunstgeschichte nach Marburg berufene Richard Hamann das Bildarchiv unter dem Namen „Photographischer Apparat“ als Lehr- und Forschungssammlung des Kunstgeschichtlichen Seminars. Zusammen mit diesem Institut wurde das Bildarchiv im sogenannten Jubiläumsbau untergebracht, einem Gebäude, das anlässlich des 400-jährigen Jubiläums der Philipps-Universität 1927 eingeweiht wurde. Als Kunsthistoriker und erfahrener Fotograf betrieb Hamann den Ausbau des Bildarchivs systematisch und engagiert, so dass es 1929 vom Preußischen Staat als zentrales Archiv der Kunstdokumentation etabliert wurde. 1962 wurde das Bildarchiv in die Philipps-Universität Marburg eingegliedert.
Zusammen mit dem Rheinischen Bildarchiv konzipierte Foto Marburg ab 1975 eine Mikrofiche-Edition, den „Marburger Index – Inventar der Kunst in Deutschland“, die von 1977 an als Fortsetzungswerk mit etlichen Partnern und weiteren Auslandsindizes veröffentlicht wurde. Zur fachgerechten Erfassung der Bestände wurde in den Jahren 1978 und 1985 zudem ein Regelwerk zur EDV-gestützten Dokumentation von Kunst und Architektur, das „Marburger Informations-, Dokumentations- und Administrationssystem (MIDAS)“, und das Datenbanksystem HiDA entwickelt. Ab 1995 wurden in Zusammenarbeit mit Partnerinstitutionen Bestandskataloge mit 171.000 digitalisierten Fotografien als Digitales Informationssystem zur Kunst- und Sozialgeschichte (DISKUS) auf CD veröffentlicht.
Direkt neben dem Neubau des Deutschen Sprachatlas am Rand des Alten botanischen Gartens wurde ein neues Forschungsgebäude für 18,7 Millionen Euro bis zum Jahr 2024 fertig gestellt, welches im selben Jahr bezogen wurde.

## Bedeutung
Die im Bildarchiv nach modernsten konservatorischen Maßgaben bevorrateten Dokumentarfotografien und damit Überlieferungsträger sind als Sammlungsensemble ihrerseits Kulturgut von internationalem Rang. Viele der im Bildarchiv Foto Marburg dokumentierten Kunst- und Bauwerke sind im Laufe der Zeit verändert worden, heute zerstört, verfallen oder in ihrem Erhalt bedroht. Auch Dokumentarfotografien von Kunstwerken in Privatbesitz, deren heutiger Aufbewahrungsort unbekannt ist oder die nicht mehr zugänglich sind, finden sich als Originalaufnahmen im Archiv. Die Einrichtung gewährleistet mit ihrer fotografischen Sammlung und den Dienstleistungen die kulturelle Überlieferung solcher Kunstwerke und Architekturen, die aufgrund ihres hohen Denkmalwerts unveräußerliche Bestandteile des kulturellen Erbes sind. Fast die gesamte Liste der europäischen Kulturdenkmäler des UNESCO-Weltkulturerbes wird im Sammlungsbestand von Foto Marburg abgedeckt. Die fotografischen Abbildungen als Überlieferungsträger dieser Kulturdenkmäler in historischem, teils noch intaktem Zustand sind für die Forschung oder die Denkmalpflege unverzichtbar.
Für die Sicherung und digitale Veröffentlichung des historischen „Farbdiaarchivs zur Wand- und Deckenmalerei“ hat das Archiv 2007 den mit 10.000 Euro dotierten Hauptpreis für besondere Leistungen in der Kategorie „Bewahrung von Kunstwerken und Sammlungen“ der Europa Nostra-Organisation erhalten.

## Kooperationen
Das Bildarchiv Foto Marburg ist Kooperationspartner in mehreren Forschungs- und Erschließungsprojekten. So wird das von der Deutschen Forschungsgemeinschaft (DFG) geförderte Handschriftenportal Manuscripta Mediaevalia zur Erschließung und webbasierten Publikation mittelalterlicher Handschriften von hier aus technisch betreut. Dokumentarische Erschließungsdaten und Bilder aus über 50 Kultur- und Forschungseinrichtungen werden seit 1999 im Bildindex der Kunst und Architektur in einer Verbunddatenbank zusammengeführt und im Internet öffentlich zur Verfügung gestellt. Von 2009 bis 2014 wurde der Digitale Porträtindex, eine digitale Forschungsdateninfrastruktur zur Erschließung, Digitalisierung und Publikation frühneuzeitlicher Druckgrafiken, als DFG-Projekt mit Partnern aus Bibliotheken und Museen federführend vom Bildarchiv Foto Marburg erarbeitet und seit 2014 in Eigenleistung weitergeführt. Eine weitere Forschungsdateninfrastruktur ist das Graphikportal, eine Online-Verbunddatenbank für graphische Sammlungen. Hier findet man mehr als 300.000 Zeichnungen, Aquarelle, Holzschnitte, Kupferstiche oder Radierungen aus rund 25 Sammlungen. Seit der Veröffentlichung des Graphikportals im November 2017 sind renommierte europäische Sammlungen vertreten, darunter die Kupferstichkabinette der Staatlichen Museen zu Berlin – Preußischer Kulturbesitz, der Staatlichen Kunstsammlungen Dresden oder der Hamburger Kunsthalle. Auch die Albertina und Sammlung des Museums für Angewandte Kunst in Wien, die Graphischen Sammlungen der ETH Zürich und der Zentralbibliothek Zürich oder die Bibliotheca Hertziana (Max Planck-Institut für Kunstgeschichte) in Rom sind vertreten. Ebenfalls integriert wurden die Sammlungsbestände des Virtuellen Kupferstichkabinetts, einer Kooperation des Herzog Anton Ulrich-Museums Braunschweig und der Herzog August Bibliothek Wolfenbüttel.